# Scotty Lago
Scotty Lago (* 12. November 1987) ist ein ehemaliger US-amerikanischer Snowboarder. Bei den Olympischen Winterspielen 2010 gewann er die Bronzemedaille in der Halfpipe.

## Biografie
Der aus Seabrook in New Hampshire stammende Lago begann seine Karriere 1996. Bei den von ESPN in Aspen veranstalteten Winter-X-Games konnte er 2006 Bronze, 2009 Silber sowie 2011 Silber und Gold in verschiedenen Disziplinen gewinnen. Den bisherigen Karrierehöhepunkt bildet die Bronzemedaille bei den Olympischen Spielen 2010 in der Halfpipe. Lago war 2011 unter anderem mit seinen Kollegen Travis Rice und Nicolas Müller im Film The Art of Flight zu sehen.